# Jaap Gidding
Jaap Gidding (Rotterdam, 10 mei 1887 - Hillegersberg, 23 april 1955) was een Nederlands ontwerper. Hij was actief als tekenaar, schilder, glasschilder, wandschilder, decoratieschilder (van interieurs), keramist, edelsmid, sieraadontwerper, interieurontwerper, monumentaal kunstenaar, textielkunstenaar, en vervaardiger van mozaïek.

## Levensloop
Gidding kreeg zijn opleiding aan de Academie van Beeldende Kunsten en Technische Wetenschappen in Rotterdam van ca. 1902 tot 1908.
Na zijn studie werkte Gidding enkele jaren in Duitsland in München van 1908 tot 1912, waar hij bij de Duitse kunstenaar Fritz Erler (1868-1940) werkte aan toneeldecoraties. In de Eerste Wereldoorlog was hij terug in Rotterdam, en na de oorlog ging hij in 1920 naar Italië.
Van 1923 tot 1925 werkte Gidding wederom in München, en daarna enige tijd in Berlijn. Van 1926 tot 1930 werkte hij bij de Glasfabriek Leerdam. Daar heeft hij een aantal vazen ontworpen en in emailverf gedecoreerd. Deze vazen met het monogram JG zijn zeer zeldzaam.
In de jaren 1930 kwam hij terug naar Rotterdam, waar hij vanaf f 1936 werkte als esthetisch directeur bij Verffabriek Molijn & Co. Tijdens de Duitse bezetting van Nederland is Gidding enkele maanden lid geweest van de N.S.B. en van de Nederlandsche Kultuurraad. Na de oorlog heeft hij in Rotterdam doorgewerkt tot 1955, het jaar van zijn overlijden.

## Werk

### Wandversieringen
Gidding is vooral bekend van het ontwerp van wandversieringen voor bioscopen en schepen. Zo ontwierp hij het grote kleed in de centrale hal van het Amsterdamse Tuschinski-theater, maar ook de inkleding van de Trianon-bioscoop in Leiden.
In Rotterdam ontwierp Gidding de grote mozaïek van stad en haven Rotterdam voor het G.J. de Jongh Monument (1935) in het Museumpark in Rotterdam. Ook verzorgde hij de twee mozaïeken van de Maastunnel voor fietsers - boven de roltrappen - gemaakt door Goedewaagen te Gouda.

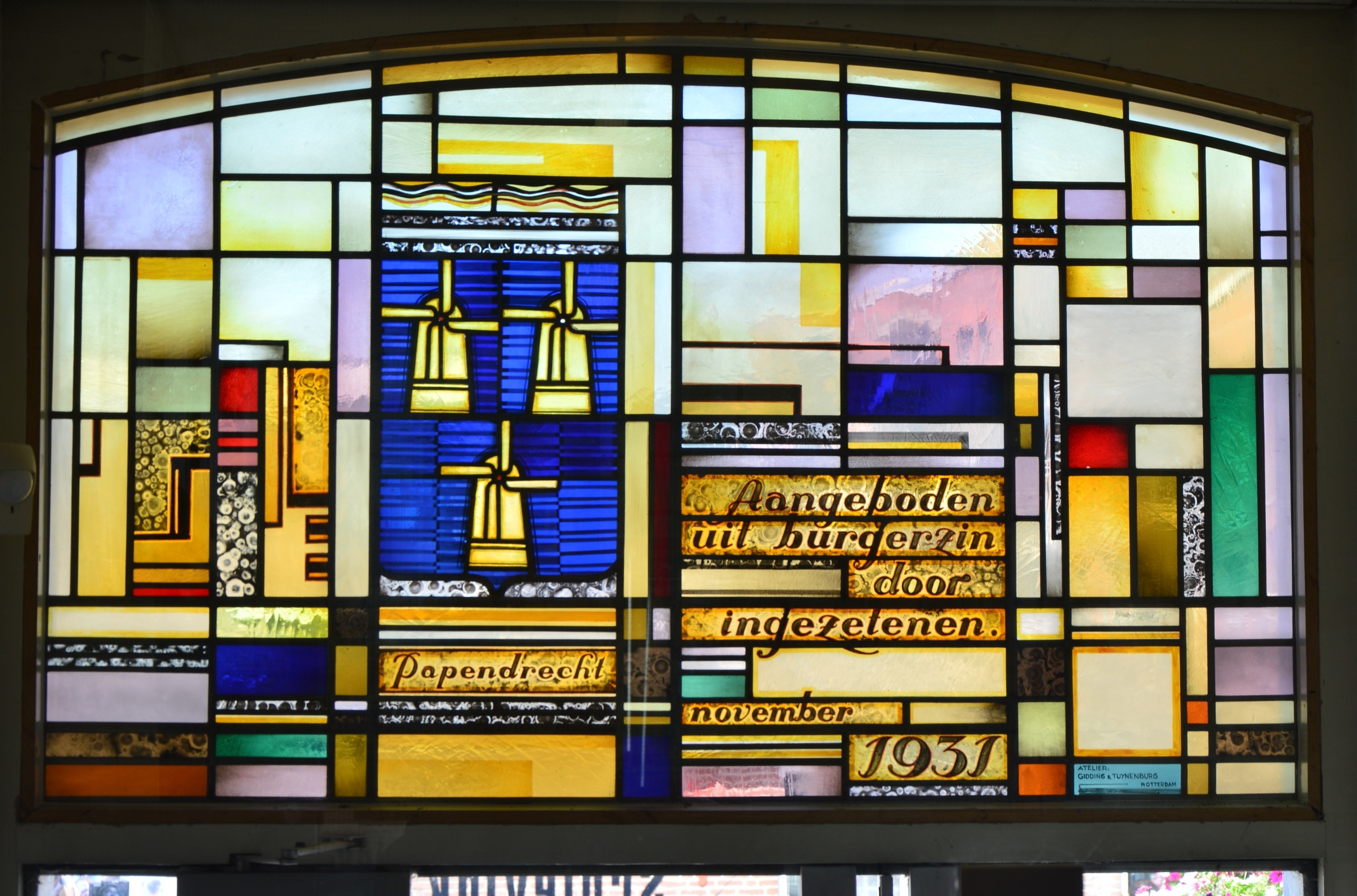
Glas in lood in voormalig gemeentehuis van Papendrecht i.s.m. Tuynenburg, 1931
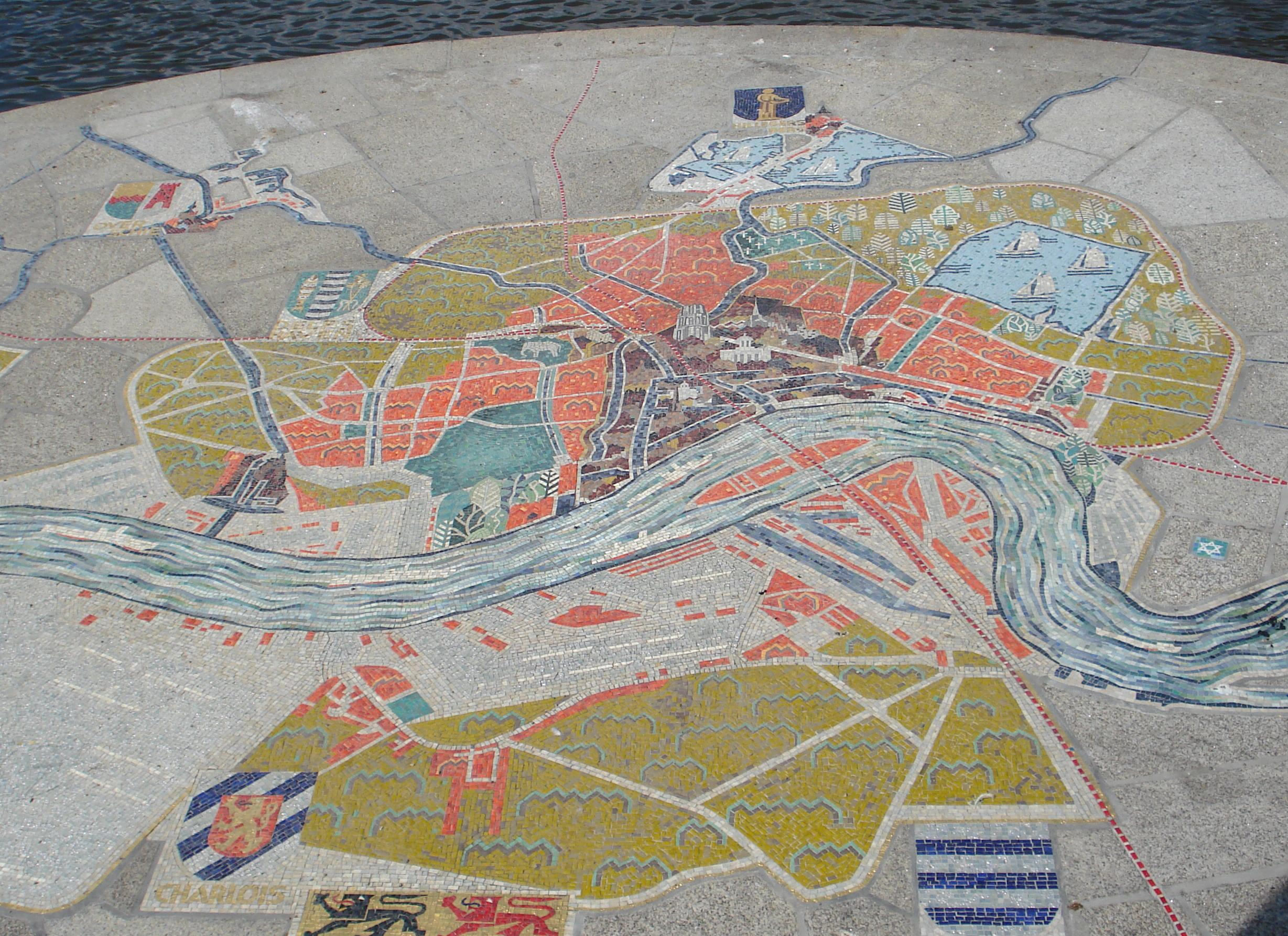
Mozaïek G.J. de Jongh Monument, 1935
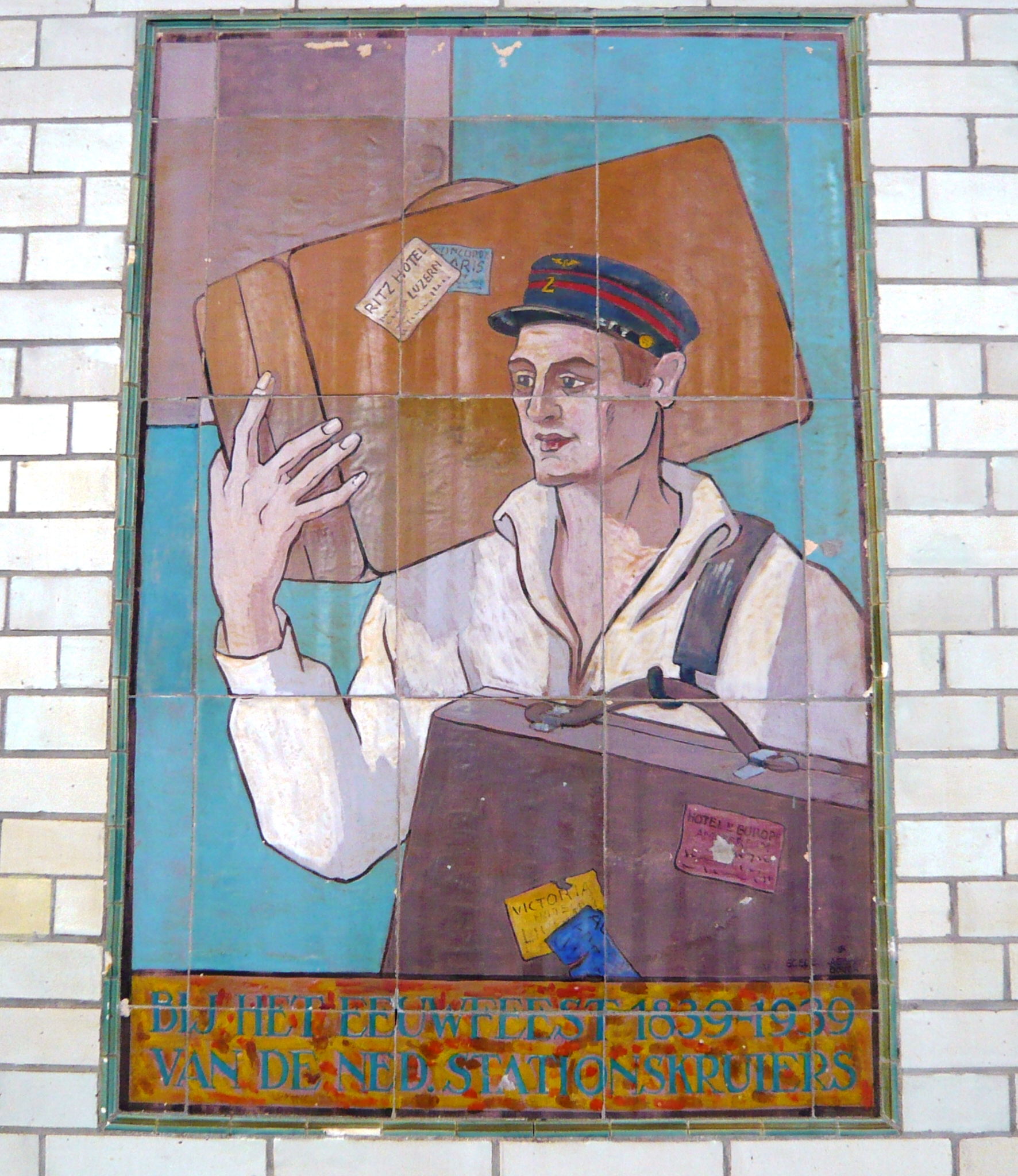
Tegeltableau op station van Haarlem bij het eeuwfeest van de Nederlandse spoorwegen in 1939
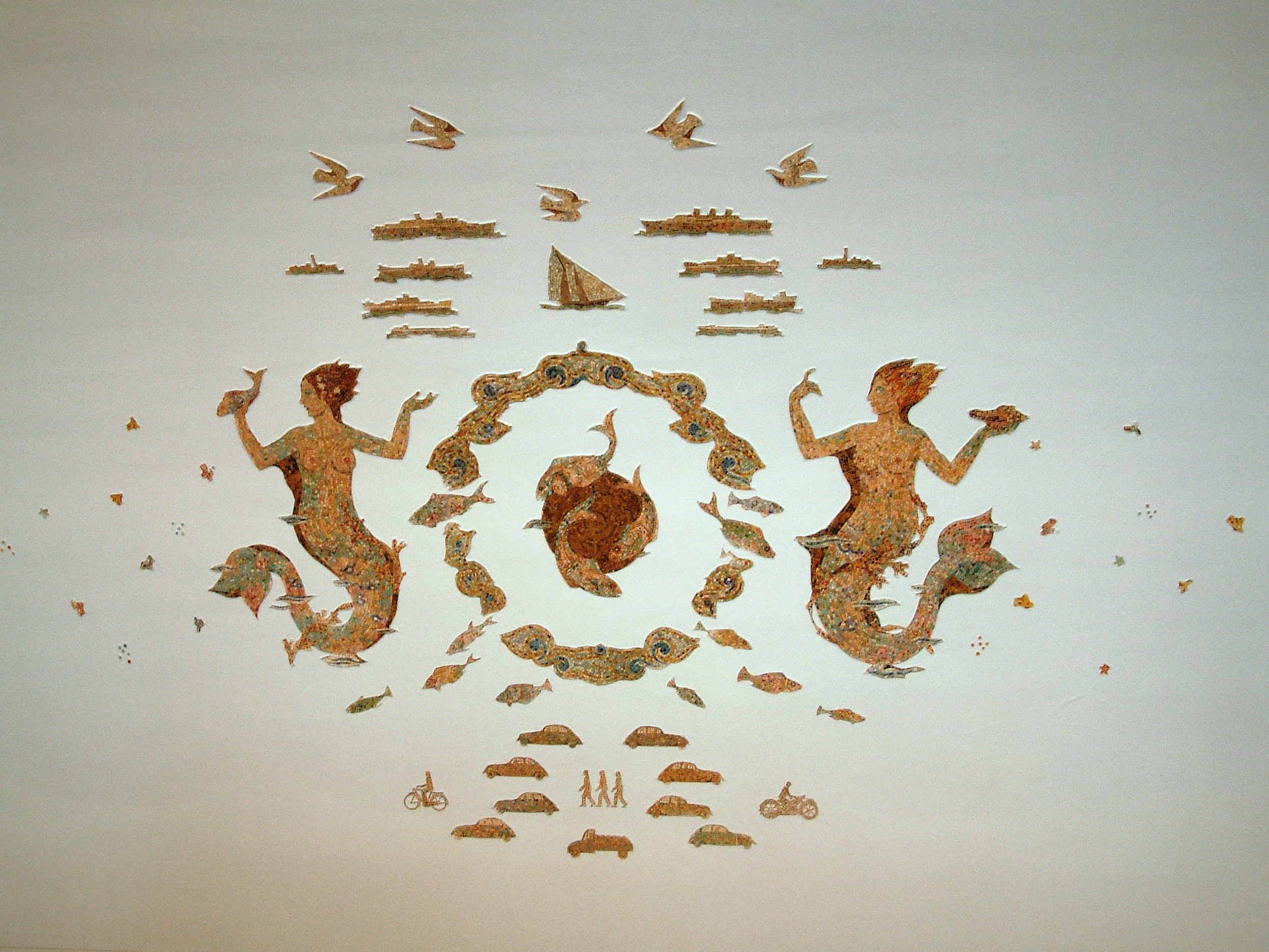
Mozaïek in Maastunnel Rotterdam, 1942
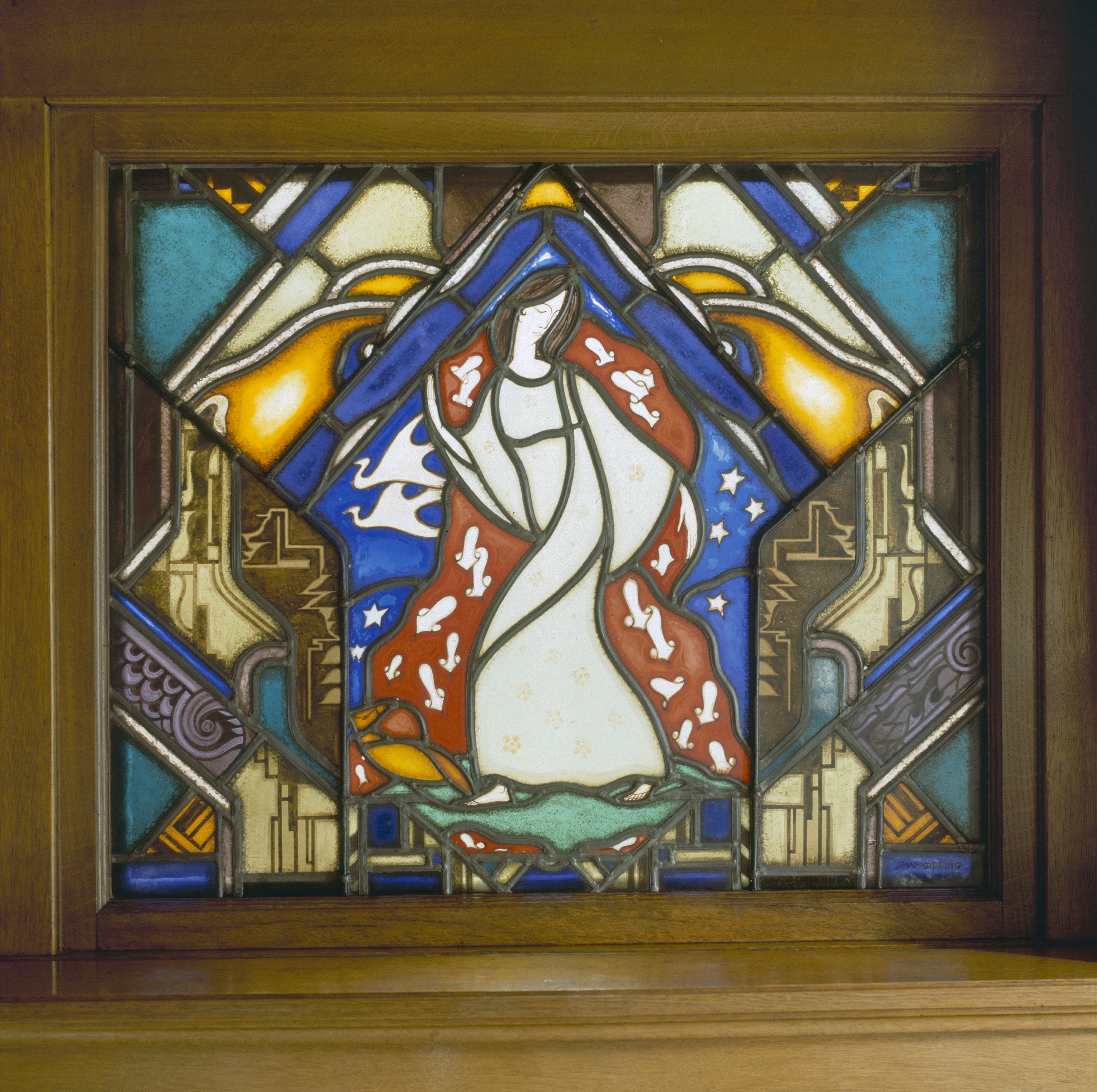
Glas in lood (part. collectie)

### Productontwerpen
Verder ontwierp Gidding meubel- en gordijnstoffen voor de firma P. Fentener van Vlissingen & Co.

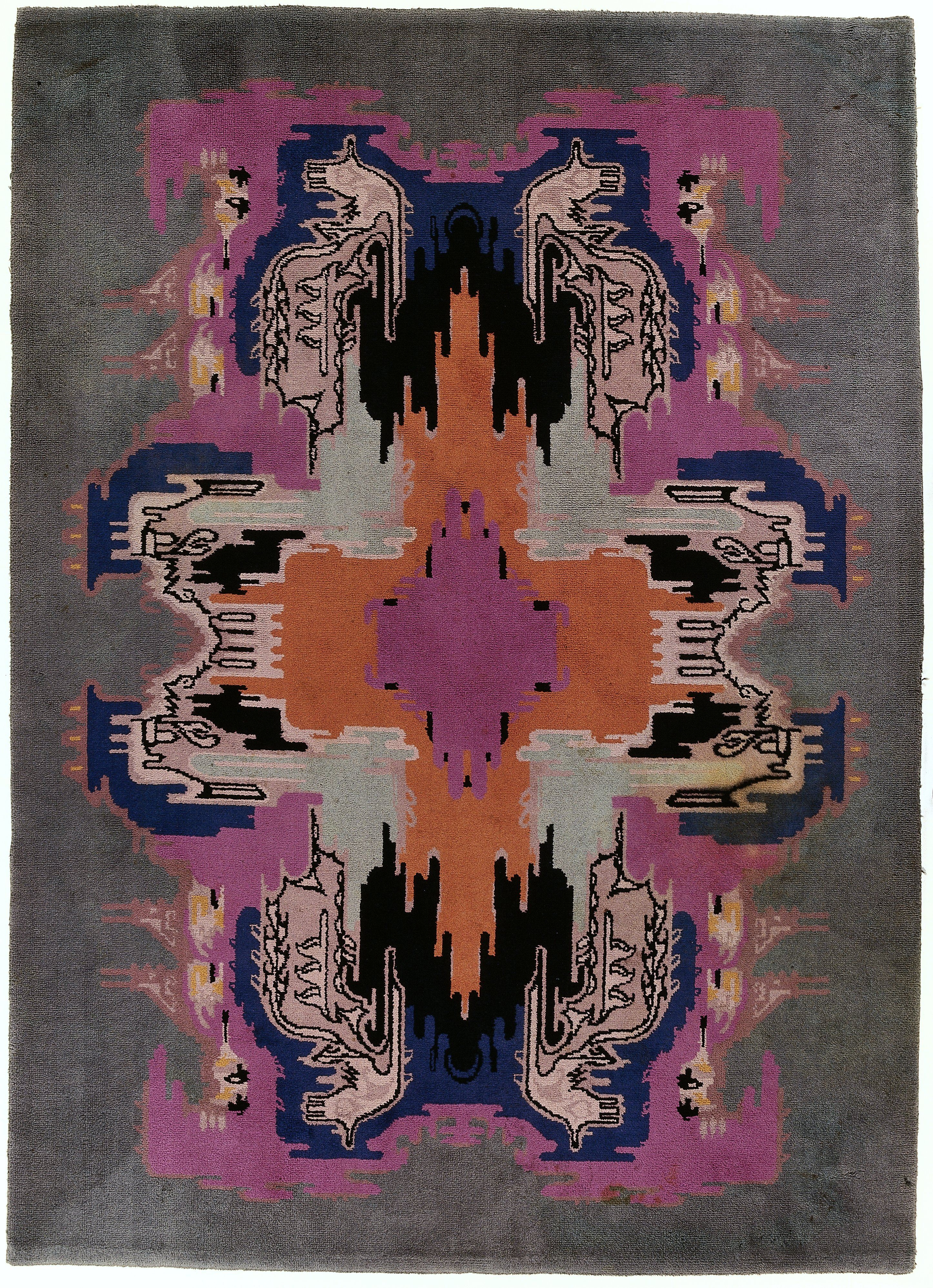
Vloerkleed met een kleurig art déco-patroon binnen een effen grijsgroene rand, 1920
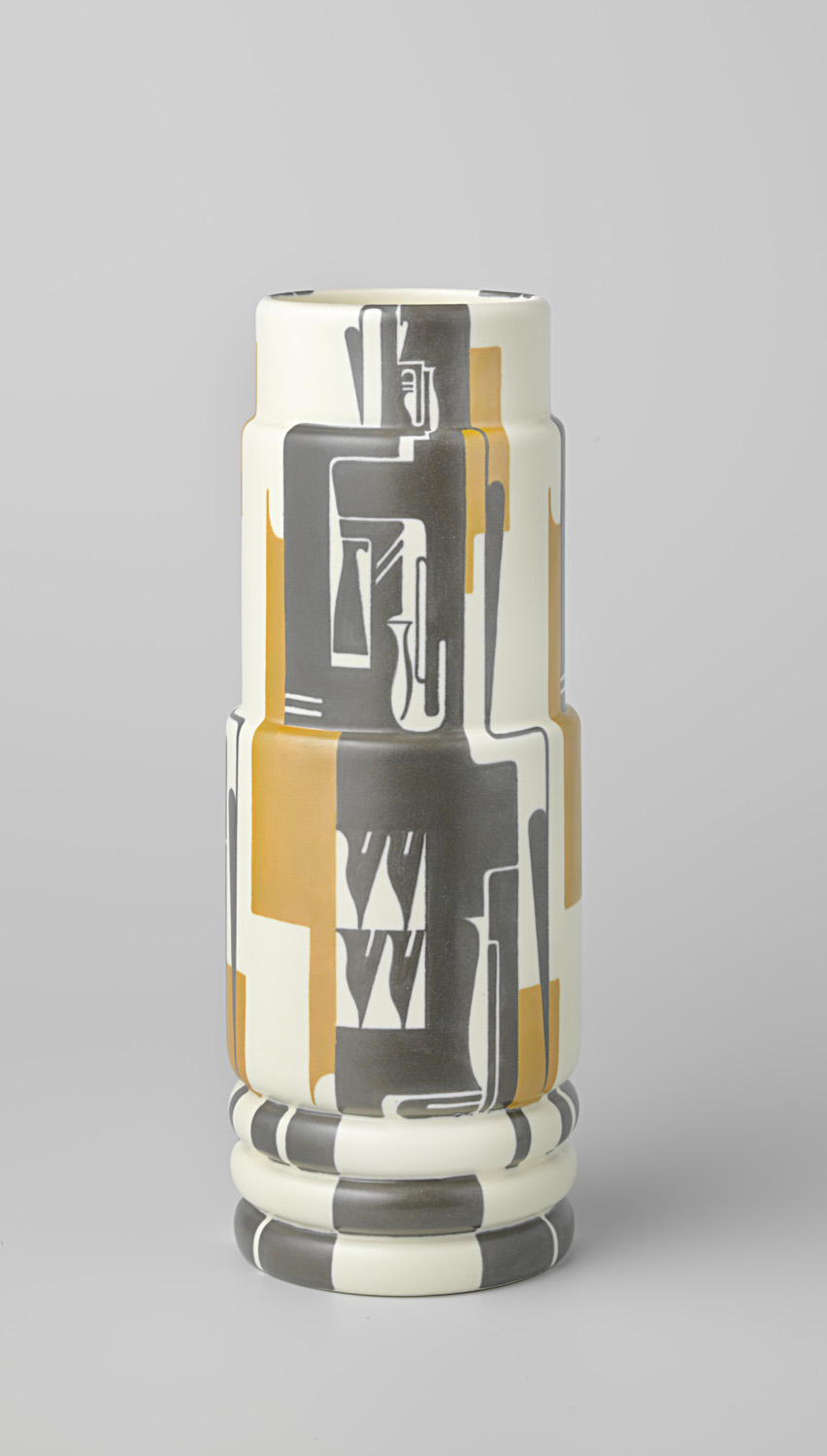
Vaas van aardewerk met abstract decor in bruin en zwart, ca. 1925
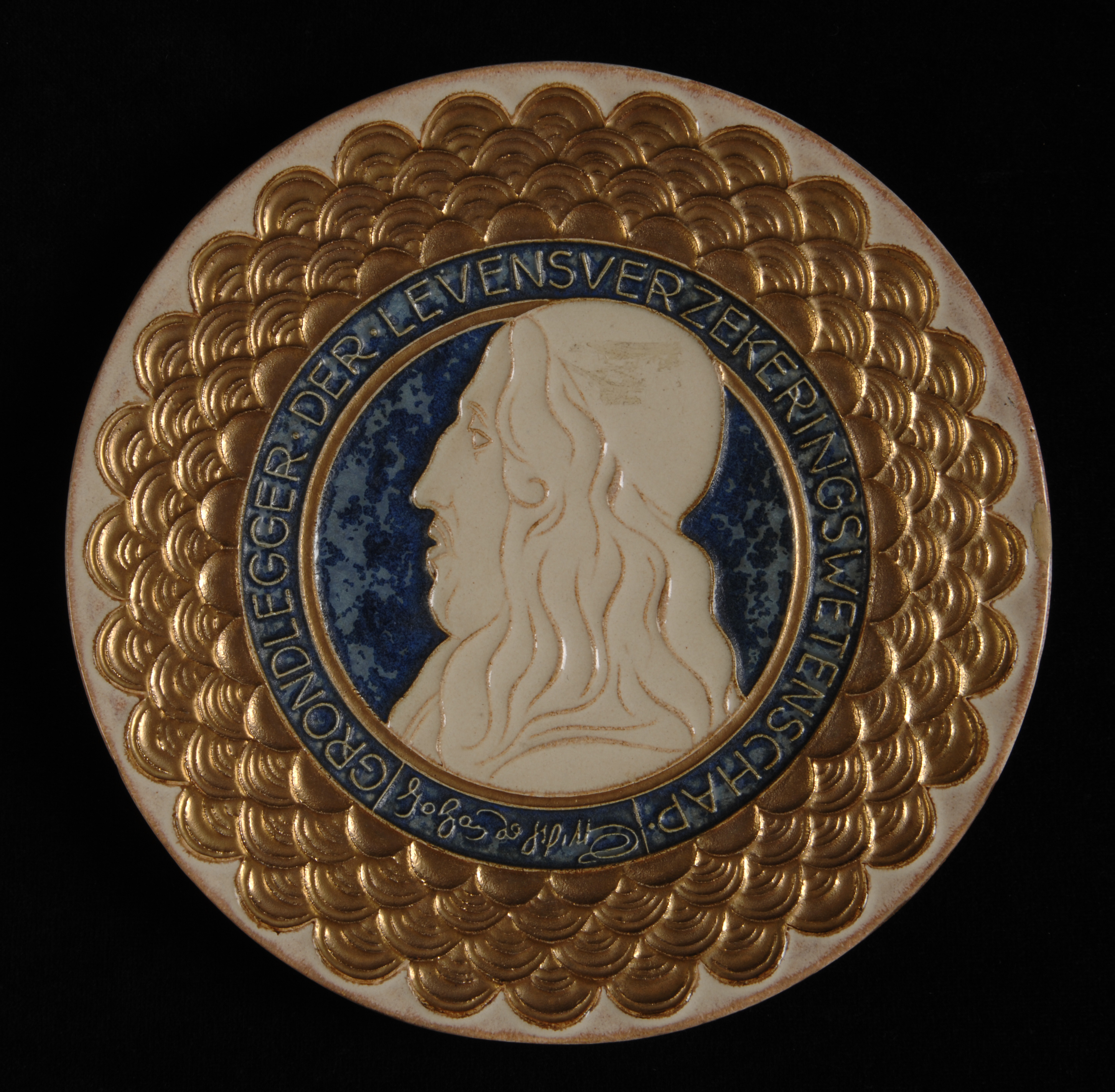
Meerkleurig bord (goud, blauw, crème) ter gelegenheid van 100-jarig bestaan RVS Rotterdam met portret Johan de Witt, 1938
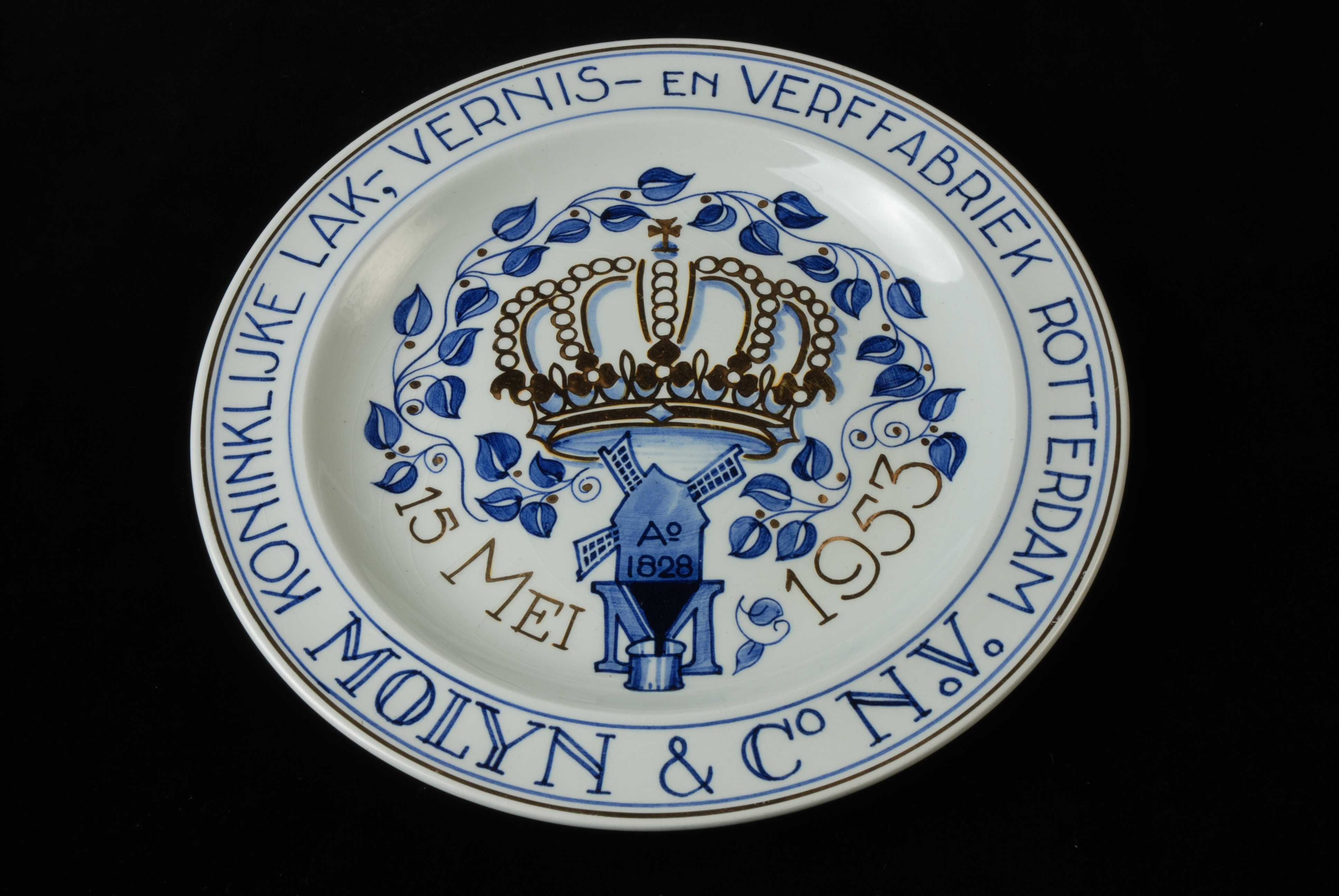
Jubileumwandbord Koninklijke Lak-, Vernis- en Verffabriek Molyn & Co NV te Rotterdam, 1953

Overige ontwerpen

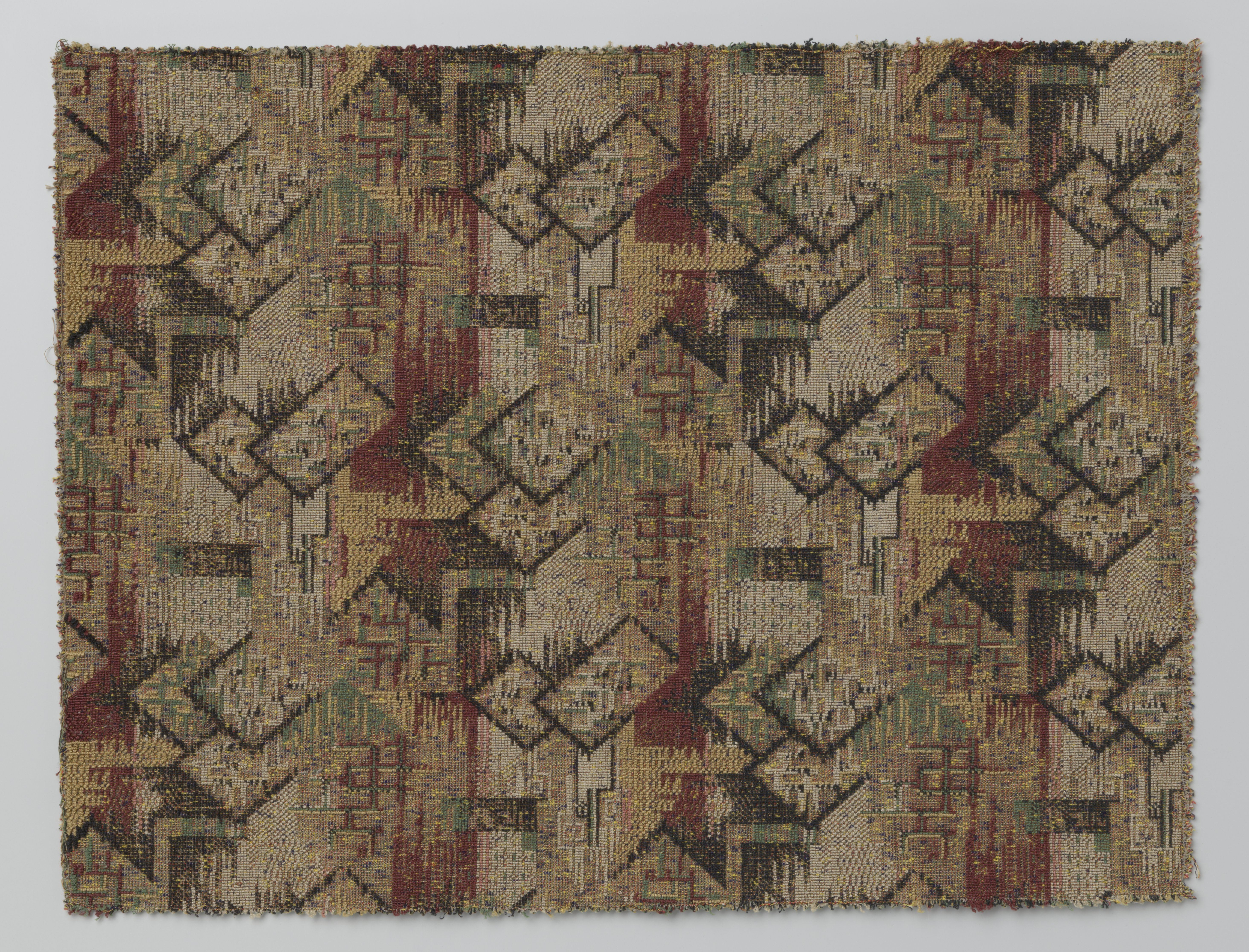
Bekledingsstof met geometrisch Art Déco patroon, ca. 1925-1930
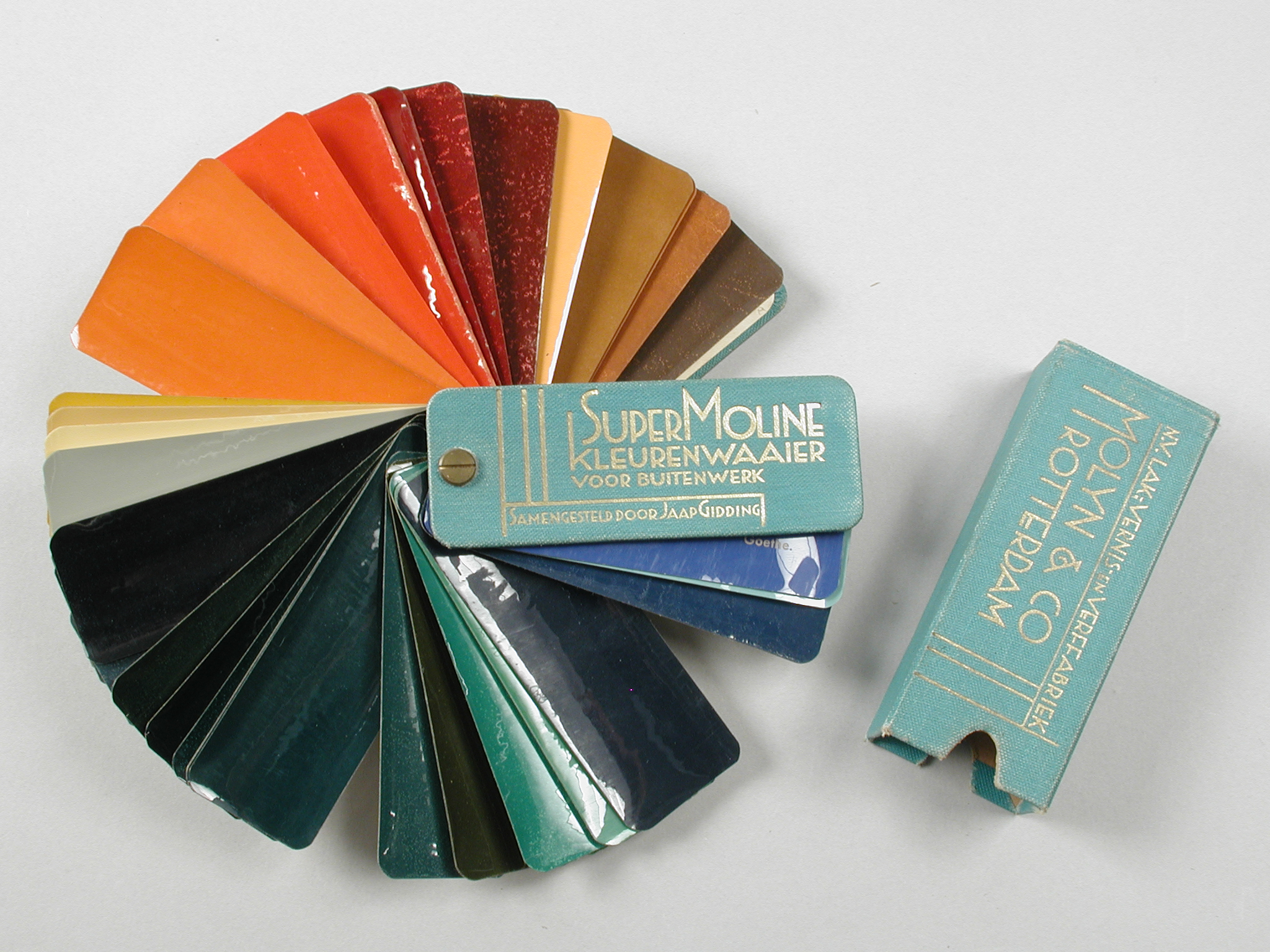
Verfstalenwaaier met vierenzeventig stalen voor “SuperMoline” verf van Molyn & Co. Rotterdam

## Publicaties
- Ro van Oven. "Jaap Gidding", in: Elseviers Geïllustreerd Maandschrift. Jaargang 31 (1921). p. 297
- Mienke Simon Thomas, Elly Adriaansz, Sandra van Dijk. Jaap Gidding: Art Deco in Nederland. 2006